# 結城成朝
結城 成朝（ゆうき しげとも）は、室町時代中期の武将。下総結城氏13代当主。

## 生涯
永享11年（1439年）、11代当主・結城氏朝の四男として誕生。
嘉吉元年（1441年）、結城合戦で父や長兄・持朝ら一族の多くが戦死した際、幼児であった成朝は乳母の手によって室町幕府の追跡から逃れて常陸国の佐竹氏の許へ落ち延びた。その後、足利成氏が5代鎌倉公方となって鎌倉府が復活すると、成氏の計らいによって結城氏の再興も許されることとなる。この際、兄・長朝も家督継承に名乗りを上げたが、重朝はこれを打ち破って家督を継ぎ、成氏より偏諱を受けて成朝と改名した。
享徳3年（1454年）には成氏の命を受けて関東管領・上杉憲忠殺害に加担、成朝の家臣である多賀谷氏家・高経兄弟が憲忠を討ち取った（分倍河原の戦い）。これを契機に享徳の乱が始まり、成氏が幕府から追討を受けて鎌倉を追われた時、これを庇護している。なお、この時の戦功により高経は成朝の1字を与えられて｢朝経｣と改名している。
寛正元年（1460年）頃から次第に幕府と内通するようになると、これによって憲忠の仇討ちを願う上杉氏一族に引き渡される事を恐れた多賀谷朝経によって寛正3年（1463年）に暗殺された。享年24。
朝経は結城氏支流・山川氏から山川景貞（かげさだ）の子・基景（もとかげ）を擁立しようとしたが、基景が急死したために結城長朝の子・氏広が継いだ。

## 偏諱を受けた人物
- 多賀谷朝経（たがや ともつね） - 前述の通り、戦功により｢高経｣から改名するが、のちに成朝を暗殺。